# Nombre racional de Gauss
En matemàtiques, els nombres racionals de Gauss, o simplement racionals de Gauss, són els nombres complexos les parts real i imaginària dels quals són nombres racionals. Formen el cos Q(i) dels nombres de Gauss, que té com a anell de nombres enters els nombres enters de Gauss Z[i]. Els va estudiar per primer cop el matemàtic alemany Carl Friedrich Gauss.

## Definició
Un nombre complex z és un nombre racional de Gauss si i només si {\displaystyle z=p+qi}, on {\displaystyle p,q\in \mathbf {Q} }

### Norma
La norma del nombre de Gauss {\displaystyle z=p+qi} és:
{\displaystyle N(z)=z{\bar {z}}=(p+qi)\cdot (p-qi)=p^{2}+q^{2}},
que és sempre un nombre racional positiu.

### Propietats
- Grup abelià: El conjunt Q(i) amb l'addició de nombres de Gauss és un grup abelià, que té un subgrup propi: el conjunt Z[i] dels enters de Gauss.
- Cos: El conjunt Q(i) amb l'adició i la multiplicació de nombre de Gauss és un grup commutatiu[1]